# The Go Faster Nuns
The Go Faster Nuns ist eine deutsche Punkrock-Band aus Bamberg. Sie gründete sich im Jahr 1999 und bezeichnet ihre Musik als „Beatpunk“. Ihr Musikstil lässt sich als Punk ’n’ Roll definieren.

## Geschichte
Im Sommer 1999 nahm das Quartett eine selbstbetitelte Debüt-Single auf, die es nach ihrer Veröffentlichung in die Redaktionscharts des  Maximum Rock´n´Roll Punk-Fanzines schaffte. Eine Split-Single mit den Italienern von Willy Wonkas folgte im August 2000. 
Wiederum ein Jahr später, 2001, erschien das Debüt-Album "Teenage Love Beats", mit dem The Go Faster Nuns im Vorprogramm von Bands wie Leatherface, New Bomb Turks, Snuff oder den Turbo A.C.s durch Europa tourten. Dann wurde es still um die Band, bevor sie im Spätherbst 2003 erneut ins Studio gingen, um ihren zweiten Longplayer aufzunehmen. "Under Neon Light" erschien März 2005 auf Go-Kart Records Europe. Im Anschluss gingen die vier Musiker auf ausgedehnte Tourneen mit Bands wie The Queers, The Dwarves, Therapy! oder den Adolescents.
Im Jahr 2008 erschien dann ihre letzte LP „In Traffic“ bevor sich die Band am 12. Juni 2009 nach ihrem vorerst letzten Konzert in Bamberg auflöste. 
Nach fast 10-jähriger Abwesenheit spielten The Go Faster Nuns 2018 eine exklusive Reunion Show beim Rock im Wald Festival im fränkischen Neuensee.

## Diskografie

### Alben
- 2001: Teenage Love Beats (Superrock Records / Indigo)
- 2005: Under Neon Light (Go-Kart Records Europe)
- 2008: In Traffic (Hamburg Records, Veröffentlichung: 26. September 2008)

### EPs und Singles
- 1998: The Go Faster Nuns (7", Eat the Beat Records)
- 2001: Split mit Willy Wonkas (7", Eat the Beat Records / HM Productions)
- 2005: Klangmatten EP (7")